# Флавий Аврелиан
Флавий Аврелиан (на латински: Flavius Aurelianus) е политик на Източната Римска империя през края на 4 и началото на 5 век.
Аврелиан е християнин. Син е на Флавий Тавър (консул 361 г.) и брат на Флавий Евтихиан (консул 398 г.). Баща е на Тавър (консул 428 г.).
Аврелиан е през 393 и 394 г. praefectus urbi на Константинопол, през 399 г. е преториански префект на Изтока. През 400 г. той е консул на Изток. На Запад консул e Стилихон. През 414 – 416 г. е за втори път преториански префект на Изтока.